# Fonction oro-motrice
La fonction oro-motrice implique l’utilisation des groupes musculaires et des différentes structures anatomiques de la cavité orale sollicités, entre autres, lors de la prise d’un repas. Plus précisément, la mobilité, le tonus musculaire, la force musculaire et la coordination des lèvres, des joues, de la langue, du palais mou et des mâchoires ainsi que la présence de réflexes oraux sont des éléments qui déterminent l’intégrité de la fonction oro-motrice. Au niveau de l’alimentation, les habiletés oro-motrices permettent de sucer, boire, croquer, mastiquer et avaler. Elles sont plus particulièrement sollicitées durant la phase orale préparatoire (formation du bolus alimentaire) et la phase orale (propulsion du bolus par la langue vers le pharynx) de la déglutition,.

## Fonction oro-motrice chez l’enfant
Chez l’enfant, la fonction oro-motrice évolue en fonction du développement moteur et des changements qui s’opèrent au niveau des structures anatomiques. Par exemple, le patron de suckling, un mouvement de la langue de l’avant à l’arrière utilisé pour boire au sein ou au biberon, laisse place au patron de sucking, un mouvement plus efficace de la langue de haut en bas. De la même façon, la mastication des aliments solides se fera initialement par un mouvement de la mâchoire de haut en bas pour finalement évoluer vers un patron plus mature de mouvement rotatoire. Aussi, l’agrandissement progressif de la cavité orale contribuera à l’amélioration du contrôle de la langue, des lèvres et des joues pour gérer les liquides et les aliments.

## Dysfonction oro-motrice
Lorsque la fonction oro-motrice est inadéquate, l’alimentation orale peut alors devenir difficile et entraîner une dysphagie. Des interventions en réadaptation peuvent être entreprises afin d’améliorer ou de compenser les dysfonctions oro-motrices pour faciliter la prise de repas. Par exemple, l’ergothérapeute ou l’orthophoniste, selon les milieux de pratique, peut recommander des exercices pour augmenter la force, la coordination, la précision et l’amplitude des mouvements des structures orales.